# Kostel svaté Heleny (Poprad)
Kostel svaté Heleny je římskokatolický filiální kostel v popradské městské části Květnica.

## Historie
Kostelík dal postavit Peter Ráth, generální ředitel Košicko-bohumínské železnice, v letech 1909 – 1910. Výstavba kostelíka se realizovala podle projektové dokumentace nezjištěného autora a na náklady Petra Ratha, jeho manželky, dcery Aranky a zetě Eugéna Karácsonyi. Dalším dárcem byl manžel Gabriely Eder-Davidovy z vděčnosti za uzdravení. Důkazy o tom jsou zaznamenány na nápisech vitráží pěti oken, které jsou dílem budapešťského výrobce vitráží, Waltera Gidu. Kostelík na počest sv. Heleny vysvětil spišský biskup Alexander Párvy 10. července 1910. Během provozu léčebného ústavu poskytoval pacientům duchovní útěchu. V roce 1952 kostelík přestal plnit své duchovní poslání a stal se skladem agitačně propagačního materiálu a knih lázeňské správy. Později byla uzavřena dohoda mezi církví a Okresním národním výborem v Popradu o změně užívání kostelíka ve prospěch státu, kdy došlo i ve změně vlastnictví na stát.
Obrat nastal po listopadu 1989, kdy zde věřící po mnoha desetiletích slavili 24. prosince půlnoční mši. Kostelík byl znovu vysvěcen na svátek sv. Heleny 18. srpna 1990 tehdejším spišským biskupem Františkem Tondrom. Zničené původní zařízení bylo nahrazeno novým. Sesbírali se na něj místní věřící v roce 1993 pod vedením kaplana Stanislava Marušiaka. Důkladnou opravu skleněných vitráží uskutečnili v roce 2000 Stanislav Hudzík a Peter Fedor. Kostel v současnosti patří farnosti Poprad - Jih. Mše jsou v kostele každou neděli v 10:00.  Majitelé kostela se v průběhu času měnili, v roce 2010 si kostel pronajala od Seniorcentra Kvetnica římskokatolická církev na 15 let, rok na to však byla nájemní smlouva Seniorcentrem nečekaně vypovězena.  V roce 2020 kostel patřil římskokatolické církvi.
Blízkosti kostela je kaple Panny Marie Lurdské, vysvěcená 6. června 1948. 